# Stock de sécurité
 (août 2011).
Si vous disposez d'ouvrages ou d'articles de référence ou si vous connaissez des sites web de qualité traitant du thème abordé ici, merci de compléter l'article en donnant les références utiles à sa vérifiabilité et en les liant à la section « Notes et références ».
Le stock de sécurité est le stock jugé nécessaire pour assurer le niveau de service souhaité quand les commandes à livrer dépassent la capacité de production. Il peut être considéré comme un complément au stock de fonctionnement prenant en compte d'une part l'incertitude de la demande réelle et du réapprovisionnement et d'autre part le besoin de satisfaire la demande. Plus le gestionnaire du stock voudra être certain de répondre à la demande, plus cette demande sera imprévisible et plus les délais de réapprovisionnement seront aléatoires, plus le stock de sécurité sera important. À l'inverse, quand la demande est connue, les délais de réapprovisionnement fixes et les conséquences d'une rupture de stock négligeables, alors, le stock de sécurité sera faible. 

## Calcul du stock de sécurité
Il existe différentes manières de le calculer.
1. Stock de Sécurité[1] = Écart type de la Demande X Coefficient de sécurité X Racine carré du Délai de réapprovisionnement
2. Stock de sécurité[2] {\displaystyle S_{s}=z{\sqrt[{}]{R\sigma \,_{Np}^{2}+N_{p}^{2}\sigma \,_{R}^{2}}}}
  - Demande moyenne {\displaystyle N_{p}}
  - Écart type de la demande {\displaystyle \sigma \,_{Np}}
  - Durée moyenne de réapprovisionnement {\displaystyle R}
  - Écart type de la durée de réapprovisionnement {\displaystyle \sigma \,_{R}}
  - Score de la satisfaction client {\displaystyle z}
3. Stock de sécurité[réf. nécessaire] = Stock d'alerte - Stock minimum.

## Calcul du point de réapprovisionnement
Le point de réapprovisionnement est le moment où la production doit être lancée pour permettre de garantir le niveau de satisfaction client.
Point de réapprovisionnement {\displaystyle S_{c}=N_{p}R+S_{s}}